# Prohypotyphla pallidipennis
Prohypotyphla pallidipennis är en tvåvingeart som beskrevs av Heinrich Wilhelm Eduard van Bruggen 1961. Prohypotyphla pallidipennis ingår i släktet Prohypotyphla och familjen Pyrgotidae. Inga underarter finns listade i Catalogue of Life.